# Felines Cushing-Syndrom
Das Feline Cushing-Syndrom (Syn. Hyperadrenokortizismus der Katze) ist eine Erkrankung bei Hauskatzen, bei der es durch die Überfunktion der Nebennierenrinde zu einer vermehrten Ausschüttung des Cortisols kommt. In 90 % der Fälle liegt die Ursache in der Hirnanhangsdrüse wie beim Morbus Cushing des Menschen, die übrigen 10 % sind primär Erkrankungen einer der beiden Nebennieren.

## Klinisches Bild, Diagnostik und Behandlung
Die häufigsten Symptome bei betroffenen Katzen sind Hautveränderungen (dünne Haut, Haarausfall, Geschwüre, Pyodermie), vermehrtes Trinken (Polydipsie), vermehrter Urinabsatz (Polyurie), Fresssucht (Polyphagie), Zunahme des Bauchumfangs, Muskelabbau, Abgeschlagenheit und Gewichtsverlust.
Die Erkrankung ist häufig mit einer nichtregulierten Zuckerkrankheit verbunden, die mit einer Hyperglykämie einhergeht.
Zur Diagnosesicherung wird ein Low-Dose-Dexamethason-Suppressionstest mit 0,1 mg Dexamethason pro kg Körpermasse durchgeführt.
Die besten Behandlungserfolge werden mit Trilostan erzielt.